# Realización (medios audiovisuales)
La realización en el campo de la comunicación audiovisual es el proceso por el cual se crea un producto audiovisual, que abarca desde su etapa de desarrollo inicial hasta la distribución o emisión.
La realización supone asumir decisiones tanto a nivel artístico como productivo y la limitación únicamente viene dada por los medios técnicos disponibles (presupuesto del que se dispone y equipo con que se cuenta) y por los requisitos de programación. En el caso de grandes producciones en las que están involucradas importantes empresas productoras puede estar limitada por la propia línea editorial e ideología de quien encarga el producto.
Independientemente del tipo de producto del que se trate, en general, un proceso de realización sigue las siguientes etapas:

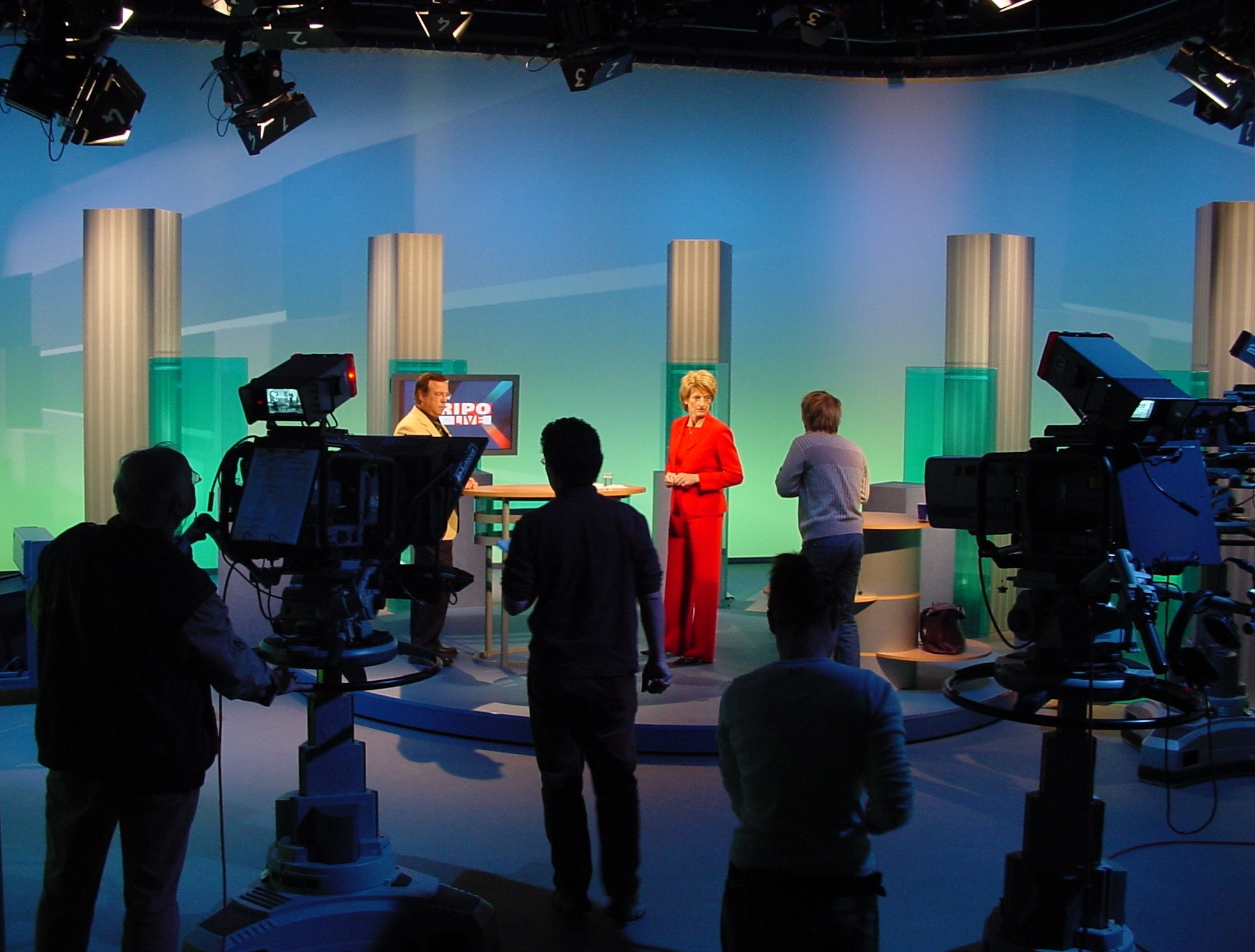
Estudio de MDR.

## Desarrollo
- Elaboración de la idea y guion o tratamiento.
- Búsqueda de inversores.
- Contrataciones y firma de contratos.

## Preproducción
- Elaboración del guion técnico y guion gráfico.
- Diseño de la puesta en escena.
- Diseño de la escenografía.
- Diseño de vestuario.
- Diseño del maquillaje.
- Diseño de peluquería.
- Establecimiento de los elementos que configuran el atrezo.
- Reunión con las cabezas de equipo.
- Búsqueda de locaciones.
- Casting de actores.
- Ensayos con actores. Lectura de guion. Ensayos de guion. Ensayos en el set.

## Grabación
En la edición on-line el material original se utiliza en todas las etapas del proceso. En la edición off-line, se utiliza una copia del material original (generalmente "quemando"- imprimiendo en la pantalla- el código de tiempo) para luego ensamblar una copia de trabajo, que funcionará como una guía para crear la versión final (on-line).

## Control de realización
El control de realización o CR es el lugar desde el que se llevan a cabo los procesos necesarios para que se produzca la grabación o emisión de un programa de televisión. Este control está compuesto a su vez por una serie de operadores que llevan a cabo diversas funciones para la realización del proceso.
- Operador de sonido

Se suele situar en una cabina separado del resto del equipo de producción y se encarga de todo lo referido al sonido del programa: comprobar el funcionamiento correcto de los micrófonos, asegurar el sonido correcto en videos y cabeceras, etc.
- Titulador

Es el operador que maneja el ordenador del mismo nombre y cuya función es "picar" o transcribir los rótulos que vayan a ser empleados en el programa: nombre de las personas que aparecen en las noticias, nombres de los presentadores, etc.
- Operador de teleprompter

El encargado de filtrar en el teleprompter las noticias en el orden que marca la escaleta para que el presentador pueda leerlas sin dejar de mirar a cámara. Es imprescindible en informativos, y opcional en programas.
- Operador de la unidad de control de cámaras (CCU)

El operador de CCU es un puesto aparte del resto del equipo que controla por control remoto los diferentes parámetros de las cámaras (diafragma, balance de blancos, balance de negros, colorimetría, etc.). Además, mediante un vectorscopio y un monitor de forma de onda vigila la señal de vídeo que proviene de las cámaras para que esta mantenga los valores correctos, definidos por convenios internacionales.
- Iluminador

Se encarga de iluminar el plató televisivo con el fin de que los diferentes sets que se van a utilizar muestren condiciones de luz óptimas para la grabación. La mayor cantidad de trabajo la realizan las pruebas anteriores a la emisión o grabación. Una vez determinada la estructura, se graba en un soporte informático. De este modo, durante el programa (con las rutinas introducidas en la mesa de iluminación) su única labor es comprobar que todos los dispositivos funcionan correctamente y acorde a las órdenes preestablecidas. 
- Operador mezclador

Ejecuta las órdenes del realizador: pasa la señal de una cámara a otra, y «pincha» directamente por «corte». Este operador dispone de dos monitores, el de «previo», donde aparece la imagen que se dispone a pinchar, y el de «programa», cuya señal es la que se está pinchando en ese momento.
- Realizador

El realizador es el coordinador del programa, el que decide qué imágenes se pinchan y revisa el funcionamiento correcto de la labor del resto de operadores del equipo. Se ocupa tanto del aspecto visual como del contenido del programa.
- Ayudante de realización

Este operador siempre previene y anticipa todo lo que ocurre en plató gracias a la escaleta. Existe la posibilidad que el realizador haga la función de ayudante de realización. En líneas generales su tarea consiste en prevenir los cambios de set, entradas de aplausos, pasos a publicidad, control de los tiempos,...
- Operador de vídeo

Es el encargado del control de la torre VTR, de lanzamiento de vídeos y la grabación en general.

## Posproducción
- Efectos especiales
- Sonorización (cine)
- Montaje final

## Distribución
- Cines
- Festivales de cine
- VHS, DVD o Blu-Ray
- Cadenas de televisión
- Internet

## Lenguaje cinematográfico
(Actividad desarrollada para alumnos de secundaria en el contexto del curso "La competencia digital en secundaria").
Al igual que nosotros utilizamos el lenguaje formal para comunicarnos y expresar nuestro estado de ánimo en el cine también existe un lenguaje propio. Los profesionales del cine lo utilizan para expresarse plástica y estéticamente a través de las imágenes, la luz, el movimiento, etc. A continuación se describiremos algunos de estos:
- Full Shot o Plano General

Es el plano se que se encuentra determinado por su altura que cubre al personaje o los personajes completos de la cabeza a los pies.